# Mećava (pripovijest)
Mećava - pripovijest A.S. Puškina iz ciklusa Belkinove pripovijesti, napisana 1830. i izdana 1831. Pripovijest je napisana zadnja u ciklusu: dovršena je 20. listopada 1830.
Kao i pripovijest Gospođica-seljanka, Belkinu je priču "ispričala" djevojka K.I.T.
Dijelovi pripovijesti se poklapaju s baladom V. Žukovskog Svetlana, počevši od epigrafa, općeg mističnog raspoloženja i završavajući raspletom-izlaganjem.

## Siže
Radnja započinje krajem 1811., a glavni junaci su Marija Gavrilovna, armijski potporučnik Vladimir Nikolajevič i husarski pukovnik Burmin, za kojeg se Marija zabunom udala.
Marija je bila kći imućnog zemljoposjednika Gavrila Gavriloviča, te su je smatrali bogatom udavačom. Bila je zaljubljena u siromašnog armijskog potporučnika Vladimira Nikolajeviča kojeg su njeni roditelji smatrali neprimjerenim izborom. No, dvoje mladih se jako voljelo pa je mladić došao na pomisao da se tajno vjenčaju i neko vrijeme kriju, a zatim "bace pred noge roditeljima, koje će dakako napokon dirnuti junačka dosljednost i nesreća ljubavnika, pa će im svakako reći: Djeco! Dođite u naš zagrljaj."
Marija se dugo kolebala, ali napokon je pristala: dogovorili su se da ona na dan bijega neće večerati, nego otići u svoju sobu s isprikom da ju boli glava. Zajedno će se sa svojom sluškinjom iskrasti u vrt na stražnja vrata gdje će ih čekati saonice i odvesti iz njihova sela Nenaradova u selo Žadrino, u tamošnju crkvu, gdje će ih čekati Vladimir.
Na dan bijega digla se velika mećava; djevojka je spremila svoje stvari i napisala dva oproštajna pisma, za svoju prijateljicu i roditelje, i odvezla se kočijom prema planu.
Za to vrijeme je Vladimir obavljao pripreme za vjenčanje: nagovorio je svećenika, našao dva svjedoka, poslao svog kočijaša Terešku po Mariju. Sam je krenuo u Žadrino malim saonicama s jednim konjem. No, zbog mećave se putem izgubio, zalutao u nepoznato selo i dok je došao s vodičem u Žadrino bilo je već jutro, a crkva zatvorena.
Marija se za to vrijeme bila vratila kući, uništila pisma, a uvečer ju je uhvatila jaka groznica zbog koje je provela u krevetu dva tjedna. Često je buncala pa su njezini roditelji shvatili da pati za Vladimirom i odlučili blagosloviti njihov brak. No, Vladimir je na njihov poziv odgovorio "poluludim pismom" u kojem im je javio da "njegova noga nikada neće prekoračiti njihova praga, i molio je da zaborave nesretnika kojemu je smrt jedina nada." Nakon nekoliko dana su saznali da je otišao u vojsku. Bilo je to 1812., na početku Napoleonove invazije na Rusiju. Kćeri to nisu spominjali, a ona je kasnije sama pronašla njegovo ime na popisu odlikovanih i teško ranjenih.
Nakon toga je obitelj sustigla nova nevolja - umro je Marijin otac Gavrilo, a ona i majka su napustile Nenaradovo i započele novi život na *** imanju. Marija je imala puno prosaca, no tugovala je za Vladimirom, kojeg više nije bilo - umro je u Moskvi uoči dolaska Francuza.
U međuvremenu je rat završio i vojnici su se počeli vraćati kućama. Na susjedno imanje se vratio Burmin, dvadesetšestogodišnji husarski pukovnik, a Marija mu je posvećivala više pažnje nego ostalim mladićima. Svi su zapazili da su zaljubljeni, pričali su o svadbi kao o gotovoj stvari, a njezina se majka radovala dostojnom zaručniku. Uskoro je Marija odlučila ispričati Burminu svoju tajnu. No, na dan romantičnog priznanja i on je njoj priznao da ima "strašnu tajnu" - da je oženjen.
Ispripovijedao je da je početkom 1812. žurio u Vilno, gdje se nalazio njegov puk. Zbog mećave se nakratko zaustavio, no nije imao više strpljenja čekati pa je krenuo dalje i našao se u nepoznatom selu, kod otvorene crkve. Pozvali su ga unutra i odveli do neke djevojke. Prišao mu je stari svećenik i upitao ga da li može početi. Rastreseno je odgovorio da može. Djevojku su pridržavala tri muškarca i sobarica, a svećenik se žurio. Vjenčali su ih, a na kraju ga je djevojka pogledala i uzviknula da to nije pravi zaručnik. Izašao je iz crkve i pobjegao na saonicama. Priznao je Mariji da se više ne sjeća sela u kojem je bio, da je sluga koji je bio s njim poginuo u ratu i da se ne nada da će otkriti identitet djevojke. Nakon toga ga je Marija zapitala: "Dakle, vi ste to bili! I vi me ne prepoznajete?". Burmin je problijedio i pao joj pred noge.

## Ekranizacije i glazbene adaptacije
Prema djelu je 1965. sovjetski redatelj Vladimir Basov snimio istoimeni film
Glazbeni zapis filma je napisao Georgij Sviridov, koji ga je kasnije prilagodio za istoimenu glazbenu suitu. Sviridovljeve "glazbene ilustracije priče Aleksandra Puškina" su uglavnom nepoznate u Americi, ali vrlo popularne u Rusiji. Suita ima devet stavaka:
1. Trojka
2. Valcer
3. Proljeće i jesen
4. Romanca
5. Pastorala
6. Vojni marš
7. Vjenčanje
8. Odjeci valcera
9. Zimski put